# Leland Sklar
Leland Bruce Sklar, detto Lee (Wisconsin, 28 maggio 1947), è un musicista, cantante, compositore e autore di colonne sonore statunitense.
Sklar suona principalmente il basso, col quale ha contribuito alla realizzazione di dozzine di album, collaborando con svariati musicisti internazionali.
Dal 2007 al 2015 è entrato a far parte della band statunitense  Toto, in sostituzione dello storico bassista Mike Porcaro.

## Biografia
Nato nel Wisconsin, la sua famiglia si è spostata in California quando lui era ancora molto piccolo. A 5 anni ha iniziato a suonare il pianoforte. Quando frequentava le scuole superiori voleva continuare a studiare il piano, ma nella sua compagnia c'erano molti pianisti e nessun bassista, così decise, quando ne ebbe la possibilità, di cambiare strumento e diventò bassista.
Ha studiato musica alla California State University di Northridge, dove ha conosciuto James Taylor e con lui ha iniziato a registrare i primi dischi, quando Taylor era ad inizio carriera. Proprio in quel periodo ha iniziato a ricevere richieste di collaborazione per la registrazione di album iniziando la sua brillante carriera di session man.
Nel 1970 Sklar ha collaborato con il batterista Russ Kunkel, il chitarrista Danny Kortchmar, ed il tastierista Craig Doerge; i tre hanno poi formato il gruppo chiamato The Section, registrando tre album tra il 1972 ed il 1977, dopodiché divenne per alcuni anni membro del supergruppo Crosby, Stills, Nash and Young.
Ha lavorato con Vasco Rossi, Neil Sedaka, Laura Pausini, Linda Ronstadt, Rita Coolidge, Robbie Williams, Carly Simon, Donovan, Wynonna Judd, Phil Collins, Dionne Warwick, Diana Ross, Rod Stewart, Eros Ramazzotti, Art Garfunkel, Carole King, Cher, Joe Cocker, Brian Wilson, Van Dyke Parks, Yvonne Elliman, Bill LaBounty, Miguel Bosé, Barry Mann, Natalie Cole, Donna Summer, Syreeta Wright, Billy Preston, Leonard Cohen, Sheena Easton, Roberta Flack, Paul Anka, Barbra Streisand, Vince Gill, Bonnie Raitt, Graham Nash, Randy Newman, Aaron Neville, Steve Lukather, Neil Diamond, Amanda Marshall, Ricky Martin, Tina Arena, Olivia Newton-John, Willie Nelson, Faith Hill, Michael McDonald, Billy Cobham, Mike Oldfield.

## Discografia
- Air Supply — The Vanishing Race (1993)
- America  — Alibi (1980)
- Peter Allen — I Could Have Been a Sailor (1979)
- Hoyt Axton:
  - Road Songs (1977)
  - Pistol Packin' Mama/Spin of the Wheel (1998)
- Barefoot Servants:
  - Barefoot Servants (1994)
  - Barefoot Servants 2 (2005)
- Billy Thorpe:
  - Children Of The Sun (1979)
  - 21st Century Man (1981)
- Carole Bayer Sager:
  - Carole Bayer Sager (1977)
  - Too (1978)
  - Sometimes Late at Night (1981)
- Laura Branigan — Branigan (1982)
- Regina Belle — Passion (1993)
- Barbi Benton — Something New (1975)
- Stephen Bishop — Bish (1978)
- Clint Black:
  - The Hard Way — (1992)
  - No Time to Kill — (1993)
  - Looking for Christmas — (1995)
  - Nothin' but the Taillights — (1997)
  - Christmas with You — (2004)
- Ronee Blakley — Ronee Blakley (1972)
- Suzy Bogguss:
  - Aces (1991)
  - Voices in the Wind (1992)
  - Something Up My Sleeve (1993)
  - Simpatico (1994)
  - Give Me Some Wheels (1996)
  - Nobody Love, Nobody Gets Hurt (1998)
- Karla Bonoff — Karla Bonoff (1977)
- Sarah Brightman — As I Came of Age (1998)
- Jackson Browne:
  - Jackson Browne (1972)
  - For Everyman (1973)
  - The Pretender (1976)
  - Running on Empty (1977)
- Peabo Bryson/Roberta Flack — Born to Love (1983)
- Jimmy Buffett — Boats, Beaches, Bars & Ballads (1992)
- Kate Bush - Hounds of Love
- Steve Camp — Consider the Cost (1991)
- Glen Campbell — Bloodline (1976)
- Eric Carmen — Change of Heart (1978)
- Kim Carnes:
  - Kim Carnes (1975)
  - St. Vincent's Court (1979)
  - View from the House (1988)
- David Cassidy:
  - The Higher They Climb (1975)
  - Home Is Where the Heart Is (1976)
- Steven Curtis Chapman — Speechless (1999)
- Ray Charles — My World (1993)
- Billy Cobham — Spectrum (1973)
- Joe Cocker — Heart and Soul (2004)
- Leonard Cohen — The Future (1992)
- Phil Collins:
  - No Jacket Required (1985)
  - ...But Seriously (1989)
  - Serious Hits... Live! (1990)
  - Finally, The First Farewell Tour (2004)
- Davide Matrisciano:
  - “Libidal” (2024)
- Rita Coolidge:
  - Lady's Not for Sale (1972)
  - Fall into Spring (1974)
  - It's Only Love (1975)
  - Anytime, Anywhere (1977)
- Crosby & Nash:
  - Graham Nash David Crosby (1972)
  - Crosby & Nash (2004)
- Crosby, Stills & Nash:
  - Daylight Again (1982)
  - Live it Up (1990)
  - Carry On (1998)
- Crosby, Stills, Nash & Young:
  - Replay (1980)
- David Crosby — Thousand Roads (1993)
- Catie Curtis — Catie Curtis (1997)
- Jackie DeShannon — New Arrangement (1975)
- Neil Diamond:
  - Lovescape (1991)
  - Christmas Album (1992)
- Dion — Streetheart (1976)
- Thomas Dolby — Astronauts and Heretics (1992)
- Donovan:
  - 7-Tease (1973)
  - Cosmic Wheels (1973)
  - Slow Down World (1976)
- The Doors — Full Circle (1972)
- Chris Eaton — Wonderful World (1995)
- Randy Edelman:
  - If Love is Real (1977)
  - You're the One (1979)
- England Dan & John Ford Coley — Dr. Heckle & Mr. Jive (1978)
- Yvonne Elliman:
  - Night Flight (1978)
  - Yvonne (1979)
- Lara Fabian — Wonderful Life (2004)
- Mimi Fariña — Mimi Fariña & Tom Jan (1971)
- Kinky Friedman — Kinky Friedman (1974)
- Richie Furay — I Still Have Dreams (1979)
- Ana Gabriel — Vivencias (1996)
- Art Garfunkel:
  - Breakaway (1975)
  - Songs from a Parent to a Child (1997)
- Garou — Seul (2000)
- Vince Gill:
  - Way Back Home (1987)
  - Let There Be Peace on Earth (1993)
  - High Lonesome Sound (1996)
- Chuck Girard — Glow in the Dark (1976)
- Andrew Gold:
  - What's Wrong With this Picture? (1976)
  - All This and Heaven Too (1978)
- Amy Grant:
  - Legacy...Hymns and Faith (2002)
  - Simple Things (2003)
- Tami Gunden — Celebration (1987)
- Arlo Guthrie — Last of the Brooklyn Cowboys (1973)
- Alejandra Guzmán — Algo Natural (1999)
- Merle Haggard — Chicago Wind (2005)
- Hall & Oates:
  - Daryl Hall & John Oates (1975)
  - Bigger Than the Both of Us (1976)
  - Beauty on a Back Street (1977)
- Don Henley — I Can't Stand Still (1982)
- Faith Hill — Cry (2002)
- Roger Hodgson — Hai Hai (1987)
- Engelbert Humperdinck — After Dark (1996)
- Brian Hyland — Brian Hyland (1970)
- Enrique Iglesias — Vivir (1997)
- Julio Iglesias — Crazy (1994)
- Freddie Jackson — Time for Love (1992)
- Flaco Jiménez — Partners (1992)
- John Kay — My Sportin' Life (1973)
- Casey Kelly — Casey Kelly (1972)
- Carole King — Thoroughbred (1976)
- Danny Kortchmar — Innuendo (1980)
- Kris Kristofferson:
  - Spooky Lady's Sideshow (1974)
  - Who's to Bless and Who's to Blame (1975)
  - Surreal Thing (1976)
  - Kris Kristofferson and Rita Coolidge — Full Moon (1973)
- Leah Kunkel — Leah Kunkel (1979)
- Wynonna Judd — Wynonna (1992)
- Daniel Lavoie — Woman to Man (1994)
- Lisa Loeb:
  - Firecracker (1997)
  - Cake and Pie (2002)
  - Hello Lisa (2002)
- Lyle Lovett:
  - Lyle Lovett and His Large Band (1989)
  - Joshua Judges Ruth (1992)
  - Road to Ensenada (1996)
  - Step Inside this House (1998)
- Steve Lukather — Lukather (1998)
- The Manhattan Transfer — Offbeat of Avenues (1991)
- Amanda Marshall — Amanda Marshall (1996)
- Yumi Matsutoya:
  - The 14th Moon (1976)
  - The Gates of Heave (1990)
  - Dawn Purple (1991)
  - Tears and Reasons (1992)
  - acacia (2001)
- Ricky Martin — Medio Vivir (1995)
- Richard Marx:
  - Rush Street (1991)
  - Paid Vacation (1993)
- Maureen McCormick — When You Get a Little Lonely (1995)
- Reba McEntire:
  - Last One to Know (1987)
  - Sweet Sixteen (1989)
  - For My Broken Heart (1991)
  - Read My Mind (1994)
  - Starting Over (1995)
  - Greatest Collection (2004)
- Roger McGuinn:
  - Roger McGuinn (1973)
  - Peace on You (1974)
  - Born to Rock & Roll (1992)
- Bette Midler — Broken Blossom (1977)
- Giorgio Moroder — Cat People (1982)
- Miyuki Nakajima:
  - Hi: Wings (1999)
  - Tsuki: Wings (1999)
  - Short Stories (2000)
  - Lullaby for the Soul (2001)
- Otogibanashi — Fairy Ring (2002)
- Graham Nash — Innocent Eyes (1986)
- Aaron Neville:
  - Aaron Neville's Soulful Christmas (1993)
  - To Make Me Who I Am (1997)
- Randy Newman:
  - Land of Dreams (1988)
  - Randy Newman's Faust (1995)
- Joanna Newsom — Ys (2006)
- Olivia Newton-John — Making a Good Thing Better (1977)
- The Oak Ridge Boys:
  - Heart Beat (1987)
  - Monongahela (1987)
- Nigel Olsson — Nigel Olsson (1978)
- Twila Paris — Perennial: Songs for the Seasons of Life (1998)
- Van Dyke Parks — Moonlighting: Live at the Ash Grove (1998)
- Dolly Parton:
  - 9 to 5 and Odd Jobs (1980)
  - Dolly, Dolly, Dolly (1980)
  - Heartbreak Express (1982)
  - Rainbow (1988)
- Laura Pausini Entre Tu y Mil Mares / Tra te e il mare (2000)
- Herb Pedersen:
  - Southwest (1976)
  - Sandman (1977)
  - Lonesome Feeling (1984)
- Bernadette Peters:
  - Bernadette Peters (1980)
  - Bernadette (1992)
- Shawn Phillips:
  - Faces (1972)
  - Bright White (1973)
  - Spaced (1977)
  - Transcendence (1978)
- Point of Grace:
  - Steady On (1998)
  - Christmas Story (1999)
- Steve Poltz — One Left Shoe (1998)
- Bonnie Raitt — Nine Lives (1986)
- Willis Alan Ramsey — Willis Alan Ramsey (1972)
- Helen Reddy — Helen Reddy (1971)
- Turley Richards — Expressions (1971)
- LeAnn Rimes:
  - Twisted Angel (2002)
  - What a Wonderful World
- Lee Ritenour — Banded Together (1984)
- Johnny Rivers — Last Train to Memphis (1998)
- Linda Ronstadt:
  - Don't Cry Now (1973)
  - Cry Like a Rainstorm, Howl Like the Wind (1989)
  - Winter Light (1994)
  - Feels Like Home (1995)
  - We Ran (1998)
  - Mi Jardín Azul: Las Canciones Favoritas (2004)
- Diana Ross:
  - To Love Again (1981)
  - Force Behind the Power (1991)
- Vasco Rossi — Buoni o cattivi (2004)
- Jennifer Rush — Heart Over Mind (1987)
- Marta Sánchez:
  - Desconocida (1998)
  - Soy Yo (2002)
- David Sanborn — Love Songs (1976)
- Véronique Sanson:
  - Comme ils l'imaginent (1996)
  - Indestructible (1998)
  - D'un papillon à une étoile (1999)
- Leo Sayer — Leo Sayer (1978)
- Joey Scarbury — America's Greatest Hero (1981)
- Darrell Scott — Family Tree (1999)
- 2nd Chapter of Acts:
  - Singer Sower (1984)
  - Roar of Love (1978)
- The Section:
  - Section (1972)
  - Forward Motion (1973)
  - Fork it Over (1977)
- Neil Sedaka:
  - Hungry Years (1975)
  - Sedaka's Back (1975)
  - Steppin' Out (1976)
  - In the Pocket (1980)
- Vonda Shepard — Heart and Soul: New Songs from Ally McBeal (1999)
- Carly Simon — Playing Possum (1975)
- Ricky Skaggs:
  - Love's Gonna Get Ya (1986)
  - My Father's Son (1991)
- Michael W. Smith:
  - I'll Lead You Home (1995)
  - Christmastime (1998)
  - Christmas Collection (2004)
- The Spencer Davis Group — Mousetrap (1972)
- Jimmie Spheeris — The Original Tap Dancing Kid (1973)
- Rick Springfield — Mission Magic (1974)
- John Stewart — The Lonesome Picker Rides Again (1971)
- Rod Stewart:
  - Atlantic Crossing (1975)
  - A Night on the Town Rod Stewart — (1976)
- Stephen Stills:
  - Stills (1975)
  - Turnin' Back the Pages (2003)
- George Strait:
  - Ocean Front Property (1987)
  - Strait Out of the Box (1995)
- Barbra Streisand — Love Like Ours (1999)
- Daryl Stuermer — Live & Learn (1998)
- Donna Summer — The Wanderer (1980)
- James Taylor:
  - Mud Slide Slim and the Blue Horizon (1971)
  - One Man Dog (1972)
  - Gorilla (1975)
  - Greatest Hits (1976)
  - In the Pocket (1976)
  - JT (1977)
  - Flag (1979)
  - Dad Loves His Work (1981)
  - That's Why I'm Here (1985)
  - Never Die Young (1988)
  - Live in Rio(1991)
  - The Best of James Taylor (2003)
- Kate Taylor — Sister Kate (1971)
- Livingston Taylor — There You Are Again (2005)
- Terence Trent d'Arby — Terence Trent d'Arby's Symphony or Damn (1993)
- Tanya Tucker — Should I Do It (1981)
- Michelle Tumes — Dream (2001)
- Anna Vissi — Everything I Am (2001)
- Clay Walker:
  - Clay Walker (1993)
  - Live, Laugh, Love (1999)
  - Few Questions (2003)
- Jennifer Warnes — Well (2001)
- The Weather Girls — Success (1983)
- Jimmy Webb:
  - Angel Heart (1982)
  - Suspending Disbelief (1993)
- Paul Williams — Back to Love Again (1999)
- Robbie Williams — Escapology (2002)
- Wilson Phillips — Shadows and Light (1992)
- Lee Ann Womack — Something Worth Leaving Behind (2002)
- Trisha Yearwood — Everybody Knows (1996)
- Takuro Yoshida — Long Time No See (1996)
- Jesse Colin Young — Walk the Talk (2003)
- Warren Zevon:
  - Excitable Boy (1978)
  - Bad Luck Streak in Dancing School (1980)
  - The Envoy (1982)
  - Sentimental Hygiene (1987)
  - I'll Sleep When I'm Dead (An Anthology) (1996)

## Colonne sonore per cinema e televisione
- Annabelle's Wish — (1997)
- Black Dog — (1998)
- Catwalk — (1994)
- Conspiracy Theory — (1997)
- Coyote Ugly — (2000)
- Doctor Detroit
- Dr. T & the Women — (2000)
- For Love of the Game — (1999)
- Legally Blonde — (2001)
- Message in a Bottle — (1999)
- Metropolis — (1984)
- Phantom of the Paradise — (1974)
- The Postman — (1997)
- The Prince of Egypt — (1998)
- Sleepwalkers — (1992)
- Love Maximum — (1994)